# Jean Chrysostome Magnen
Jean Chrysostome Magnen est un médecin franc-comtois né à Luxeuil (comté de Bourgogne ou Franche-Comté) en 1590.
Il fit ses études à l’université de Dole, fut professeur de médecine et de philosophie à Pavie, accompagna, en 1660, à Paris le comte de Fuensaldaña, nommé ambassadeur, et montra dans tous ses ouvrages un penchant très-prononcé pour l’astrologie judiciaire, ce qui leur conserve encore aujourd’hui l’attrait de la curiosité.

## Œuvres
- Democritus reviviscens, sive De atomis (1646, in-4°), le plus recherché de tous ses écrits
- De tabaco exercitationes (1648, in-4°)
- De manna (1648, in-8°).

## Source
« Jean Chrysostome Magnen », dans Pierre Larousse, Grand dictionnaire universel du XIXe siècle, Paris, Administration du grand dictionnaire universel, 15 vol., 1863-1890 [détail des éditions].